# Campus de Gandia
El Campus de Gandia de la Universitat Politècnica de València, és un centre públic d'educació superior que va ser construït l'any 1993.
La Universitat Politècnica de València (UPV) té tres campus: Gandia, Vera (a València) i Alcoi, sent Gandia un d'ells. Està situat en el Grau de Gandia.

## Titulacions impartides
Amb un volum aproximat de 2.000 estudiants, el campus de Gandia ofereix les següents titulacions:

### Grau
- Grau en Enginyeria de Sistemes de Telecomunicacions, Imatge i So.[3]
- Grau en Tecnologies Interactives.[4]
- Grau en Ciències Ambientals.[5]
- Grau en Turisme.[6]
- Grau en Comunicació Audiovisual.[7]
- Doble Grau en Administració i Direcció d'Empreses + Turisme.[8]
- Doble Grau en Comunicació Audiovisual + Enginyeria de Sistemes de Telecomunicacions, Imatge i So.[9]
- Doble Grau Forestals + Ambientals.

### Màsters Universitaris
- Màster en Enginyeria Acústica (MIA).[10]
- Màster en Postproducció Audiovisual.[11]
- Màster en Evaluació i Seguiment Ambiental d'Ecosistemes Marins i Costaners (MEMIC).[12]
- Máster Universitari en Comunicació Transmèdia.[13]
- Màster Universitari en Intel·ligència Turística.[13]

### Programes de Doctorat
- Programa de Doctorat en Ciència i Tecnologia Marina i Costanera.[14]